# Lipotriches smaragdula
Lipotriches smaragdula là một loài Hymenoptera trong họ Halictidae. Loài này được Pauly mô tả khoa học năm 1984.